# 德拉古廷·迪米特里耶维奇
德拉古廷·迪米特里耶维奇（1876年8月17日—1917年6月26日），是一名塞尔维亚军官，他于1913年起担任总参谋部军事情报处长官。迪米特里耶维奇是“黑手会”的创始人和最活跃的成员，代号「阿匹斯」。该集团是一个秘密军事组织，并主导了1903年暗杀塞尔维亚国王亚历山大一世与王后德拉加的政变。有学者认为，迪米特里耶维奇还曾于1914年6月发起了针对弗朗茨·斐迪南大公夫妇的刺杀，这一行动直接导致了七月危机以及第一次世界大战的爆发。
1916年，塞尔维亚总理尼古拉·帕希奇的流亡政府将迪米特里耶维奇视为军队里的危险分子，并着手对“黑手会”的领导层提出叛国罪指控。迪米特里耶维奇在塞萨洛尼基被捕，随后在军事法庭受到塞尔维亚政府的传讯。1917年6月26日，他因涉嫌谋杀摄政王亚历山大王储而被判有罪，并与其他两名成员一起被行刑队枪决。

## 延伸阅读
- Blakley, Patrick R. F. (2009).  (PDF). Oswego Historical Review: 13–34.   [2023-01-18]. （原始内容存档 (PDF)于2022-10-09）.
- Butcher, T. . Vintage Books. Vintage Publishing. 2015  [2023-01-18]. ISBN 978-0-09-958133-8. （原始内容存档于2023-01-14）.
- Clark, Christopher. . London: Allen Lane. 2012. ISBN 9780061146657.
- Hall, R.C. . ABC-CLIO. 2014. ISBN 978-1-61069-031-7.
- MacKenzie, David. . New York: Columbia University Press. 1989. ISBN 0-88033-162-3.
- MacKenzie, David. . Boulder, CA: East European Monographs. 1998. ISBN 0-88033-414-2.
- MacKenzie, David. . Radan, Peter; Pavković, Aleksandar  (编). . Ashgate. 1997. ISBN 978-1-85521-891-8 （英语）.
- Pearson, Owen. . I.B.Tauris. 2005. ISBN 9781845110130.
- Rubin, B.; Rubin, J.C. . Taylor & Francis. 2015. ISBN 978-1-317-47465-4.
- Živanović, Milan. . Beograd: Savremena administracija. 1955. ASIN B00DGM87SG.